# كوري ليواندوسكي
كوري آر. ليواندوسكي (بالإنجليزية: Corey Lewandowski)‏ (مواليد 18 سبتمبر 1973)، خبير سياسي أمريكي وعضو جماعة ضغط ومعلق سياسي. عمل معلقًا سياسيًا لشبكات ون أمريكا نيوز نيت وورك وفوكس نيوز وسي إن إن، وهو مدير حملة دونالد ترامب الرئاسية لعام 2016 من يناير 2015 إلى يونيو 2016.
قبل انضمام ليواندوسكي إلى حملة ترامب الانتخابية، عمل على عدة حملات لصالح عضو في الكونغرس، وعمل لصالح جماعة ضغط أميريكانز فور بروسبيرتي المحافظة وكان عضو جماعة ضغط. تولى كوري منصب ضابط دوريات بحرية موسمية متدرب لمدة ثلاثة أعوام ونصف تقريبًا وتخرج بنجاح من أكاديمية نيوهامبشير لضباط الشرطة غير المتفرغين. تمكن ليواندوسكي من ترشيح نفسه لمنصب الرئاسة مرتين، مرة في ماساتشوستس وأخرى في نيوهامبشير. في 21 ديسمبر 2016، شارك ليواندوسكي في تأسيس أفينيو ستراتيجيز، وهي شركة ضغط سياسي يطل مكتبها على البيت الأبيض. غادر الشركة في مايو 2017.
في 1 أغسطس 2019، أعلن ليواندوسكي أنه «جدي للغاية» في سعيه للحصول على ترشيح الحزب الجمهوري لمعارضة عضو مجلس الشيوخ الديمقراطي جين شاهين في انتخابات مجلس الشيوخ في الولايات المتحدة عام 2020 في نيوهامبشير. في يناير 2020، قرر عدم الترشح في نهاية المطاف، بينما صرح بأنه «كان سيربح» في حال خاض سباق الانتخابات.

## نشأته وتعليمه
نشأ  ليواندوسكي في لوويل بولاية ماساتشوستس. كان أحد أجداده عامل طباعة. وهو من أصول أوروبية شرقية (بولندية على وجه التحديد) وفرنسية كندية. تخرج ليواندوسكي في عام 1991 من مدرسة لوويل الكاثوليكية الثانوية، وهي مدرسة خاصة غير ربحية، إعدادية للمرحلة الجامعية في لوويل.
في عام 1995، تخرج من جامعة ماساتشوستس لوويل بدرجة البكالوريوس في العلوم السياسية. حصل على درجة الماجستير في العلوم السياسية من الجامعة الأمريكية في واشنطن العاصمة في عام 1997.

## السيرة السياسية

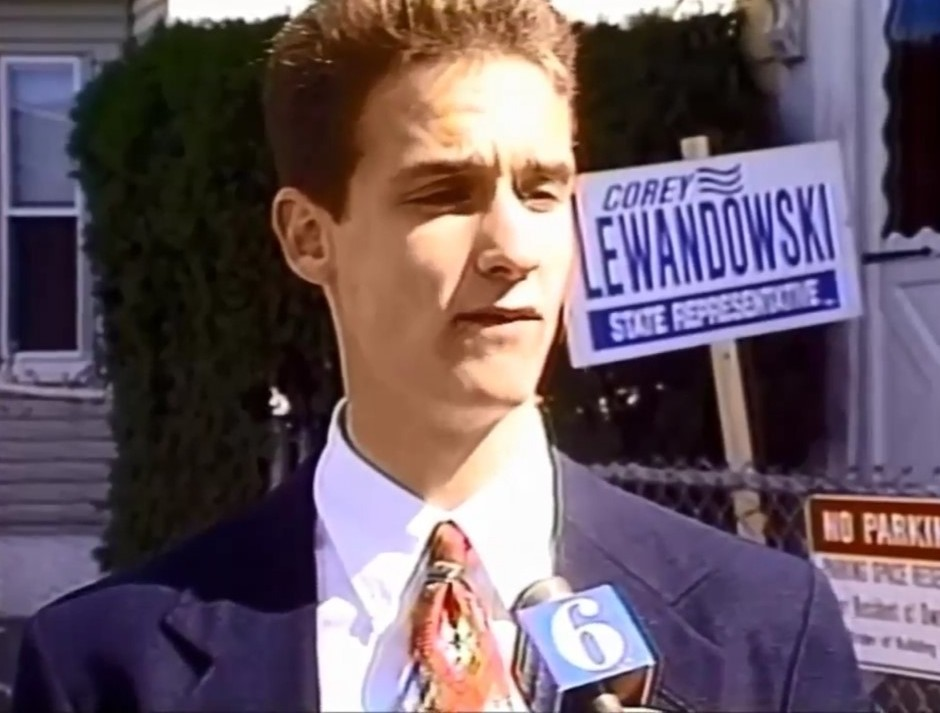
ليواندوسكي عام (1994)

### حملة مجلس ولاية ماساتشوستس الانتخابية عام 1994
في عام 1994، بينما كان ليواندوسكي طالبًا في المرحلة الجامعية، رشح نفسه لمقعد في مجلس نواب ماساتشوستس كمرشح بالكتابة في المرحلة التمهيدية لانتخابات الحزب الجمهوري. حصل على 143 صوتًا، وفشل بالحصول على ترشيح الحزب للانتخابات لحاجته إلى 150 صوتًا. في الانتخابات العامة التي جرت في نوفمبر، فاز الديمقراطي ثوماس غولدن جونيور بالمقعد. حصل غولدن على 7157 صوتًا، بينما حصل ليواندوسكي على 7 أصوات.

### الأعمال المبكرة
بعد تخرجه من الكلية، عمل ليواندوسكي مساعدًا لنائب ماساتشوستس الجمهوري بيتر توركيلدسن من يناير 1996 إلى يناير 1997، عندما كان طالب دراسات عليا في الجامعة الأمريكية. عندما كان ليواندوسكي طالبًا في عام 1997، تدرب لدى سناتور ولاية ماساشوستس، الديمقراطي ستيفن سي. باناغيوتاكوس.
من ديسمبر 1997 إلى فبراير 2001، عمل ليواندوفسكي مساعدًا إداريًا لنائب أوهايو الجمهوري وعضو الكونغرس الأمريكي بوب ني. في عام 2007، وقبل محاكمة ني بتهم فساد فيدرالية انبثقت عن فضيحة جماعات الضغط التي أسسها أبراموف، كتب ليواندوفسكي خطابًا موجهًا للقاضي الذي ترأس الجلسة، قائلاً إن ني كان مرشدًا و«أبًا بديلًا» له والتمس منه التساهل في الحكم.
في عام 1999، أثناء عمله مع ني، جلب ليواندوفسكي مسدسًا محشوًا في حقيبة غسيل إلى مبنى مكتب لونغورث هاوس. اعتُقل ووجهت له تهمة الجنح. قال ليواندوفسكي إنه حادث، وأنه نسي أن المسدس كان في الحقيبة عندما وضع الغسيل فيها. أُسقطت التهم في نهاية المطاف، وكافح ليواندوفسكي لمدة أربعة أعوام لاستعادة المسدس دون جدوى، ورفع دعاوى قضائية في عدة محاكم مقاطعات ومحاكم الفيدرالية في مقاطعة كولومبيا.
بعد  أن غادر مكتب ني، عمل معظم عام 2001 لصالح اللجنة الوطنية الجمهورية في منصب مدير سياسي تشريعي في الشمال الشرقي.

### حملة سميث
عمل ليواندوفسكي مديرًا لحملة إعادة انتخاب السناتور الأمريكي روبرت سميث من نيوهامبشير في عام 2002. نافس جون إدوارد سنونو سميث في انتخابات المرحلة التمهيدية للحزب.
قال ليواندوفسكي في حديثه عن سنونو: «يريد شعب نيوهامبشير شخصًا في مجلس الشيوخ الأمريكي ذا وجهات نظر واضحة ومقتضبة بشأن الإرهاب. سيحكمون على عضو الكونغرس بناء على الأشخاص الذين يرتبط بهم وسجله في التصويت ومساهماته في الحملة». أخبر ليواندوفسكي مراسلًا أنه مهتم بمعرفة في حال حضور أي شخص ذي صلة بحركة حماس حدثًا لجمع التبرعات لسنونو. (أشار ليواندوفسكي إلى مساهمات محامي واشنطن، جورج سالم، لصالح سنونو، إذ ترأس سالم مؤسسة الأمريكيين العرب أثناء حملة جورج بوش الانتخابية عام 2000، وكان محامي مؤسسة الأرض المقدسة للإغاثة والتنمية، التي جمدت الحكومة الأمريكية أصولها في عام 2001 للاشتباه في ارتباطها بحماس). فُسرت تعليقات ليواندوفسكي على أنها تشير علنًا إلى أن سنونو، وهو من أصل لبناني، يمتلك ولاءات منقسمة بشأن مكافحة الإرهاب.
ذكر حاكم ولاية نيوهامبشير السابق ستيف ميريل أنه «لا مكان لسياسات الإهانات العرقية والتعصب في أي حملة». قال عضو مجلس الشيوخ السابق عن ولاية نيوهامبشير وارن رودمان «إن بوب سميث إنسان أفضل من ذلك، ويجب أن يخبر شعبه أن ينتبهوا لأنفسهم». قال المتحدث باسم الرئيس جورج دبليو بوش «إن البيت الأبيض اتصل بمكتب السناتور سميث... وإن الملاحظات التي تقدم صورة عامة عن الأمريكيين العرب غير مفيدة. نحن بحاجة لطمأنة الأمريكيين العرب بأن هذه الحرب تتعلق بالقاعدة لا بالإسلام. السيد سالم صديق طيب للرئيس ورجل شريف».
قال الناطق الإعلامي لسميث إن ليواندوفسكي «بالكاد رد على استفسارات الإعلام» حول جمع التبرعات التي أقامها سالم، وأن «سميث ذكر مرارًا أن هذه الحملة متعلقة بالسجلات –سجل عضو الكونغرس، سنونو، وسجل السناتور سميث. ولا علاقة للخلفية العرقية لأي شخص بهذه الانتخابات».
هزم سنونو سميث في الانتخابات التمهيدية للحزب الجمهوري، إذ فاز بنسبة 53% من الأصوات مقابل  سميث الذي حصل على نسبة 45%. كان سميث أول عضو في مجلس الشيوخ الأميركي يخسر في الحملة التمهيدية خلال العشرة أعوام السابقة.

### وكالة شوارتز إم إس إل وشركة أميريكانز فور بروسبيرتي وأعمال أخرى
من عام 2003 إلى 2004، كان ليواندوفسكي المدير التنفيذي لجمعية منتجي الغذاء البحري في نيو إنجلاند.
من عام 2004 إلى عام 2012، عمل ليواندوفسكي مع وكالة شوارتز إم إس إل، وهي شركة اتصالات والتزام إستراتيجية حيث عمل، وفقاً لصفحته الشخصية على موقع لينكد إن، مديرًا للشؤون العامة من سبتمبر 2004 إلى يوليو 2012. سُجل ليواندوفسكي عضو جماعة ضغط في مجلس وكالة شوارتز نيابة عن شركة باسبورت سيستمز في عام 2011، ومارس الضغط على قضايا الأمن الداخلي. مثّلت وكالة شوارتز شركة باسبورت سيستمز لمدة ستة أعوام، ودفعت الوكالة أكثر من 350,000 دولار خلال تلك الفترة. بين عامي 2008 و2011، حصلت شركة باسبورت سيستمز على تمويل فيدرالي بقيمة أكثر من 23.9 مليون دولار. مثَّل ليواندوفسكي عملاء آخرين: شركة برمجيات الرعاية الصحية، لوجيكال إيميج، وشركة الطاقة الشمسية، بوريغو سولار.
تخرج ليواندوفسكي من أكاديمية الشرطة في نيوهامبشير في عام 2006 وعمل من عام 2006 إلى عام 2010 ضابط دورية بحرية موسمية متدرب في قسم نيوهامبشير لشؤون السلامة.
في عام 2008، بدأ ليواندوفسكي العمل في شركة أميريكانز فور بروسبيرتي، وهو فريق دفاع يدعمه الإخوة كوتش. تداخلت الفترة التي عمل فيها  ليواندوفسكي في أميريكانز فور بروسبيرتي مع فترة توليه منصب ضابط دورية بحرية متدرب وعضو جماعة ضغط فيدرالي مسجل. أصبح ليواندوفسكي مدير نيوهامبشير الجديد لأميريكانز فور بروسبيرتي، والمدير الإقليمي لساحل شرق البلاد قبل أن يصبح المدير الوطني لتسجيل الناخبين، وهو المنصب الذي تولاه حتى يناير 2015. وصفت صحيفة بوليتيكو فترة ولاية ليواندوفسكي في أميريكانز فور بروسبيرتي «بالمضطربة» واتسمت «بمواجهات عنيفة» مع موظفين آخرين في وكالة فرانس برس.